# Municipio de Rosario (Sinaloa)
El municipio de Rosario se ubica en la parte sur del estado mexicano de Sinaloa. Su cabecera municipal es la ciudad de El Rosario.
El gentilicio de los nativos de este municipio es rosarense.
Según el censo del 2015 tenía una población de 53,773 habitantes.

## Subdivisión política
La cabecera municipal es El Rosario, y sus ocho sindicaturas son:
- Aguaverde
- Cacalotán
- Chametla
- La Rastra
- Maloya
- Matatán
- Potrerillos
- Pozole

## Demografía

### Localidades
Las 10 más pobladas en el 2010, de acuerdo con el censo del INEGI, son las que a continuación se enlistan:
| Localidad                          | Población |
| Total Municipio                    | 49,380    |
| El Rosario                         | 17,097    |
| Agua Verde                         | 4,053     |
| El Pozole                          | 1,971     |
| Apoderado                          | 1,923     |
| Chametla                           | 1,842     |
| Ejido Cajón Ojo de Agua Número Dos | 1,750     |
| Cacalotán                          | 1,690     |
| Los Pozos                          | 1,110     |
| Potrerillos                        | 958       |
| Pedregoza                          | 925       |

### Poblaciones importantes

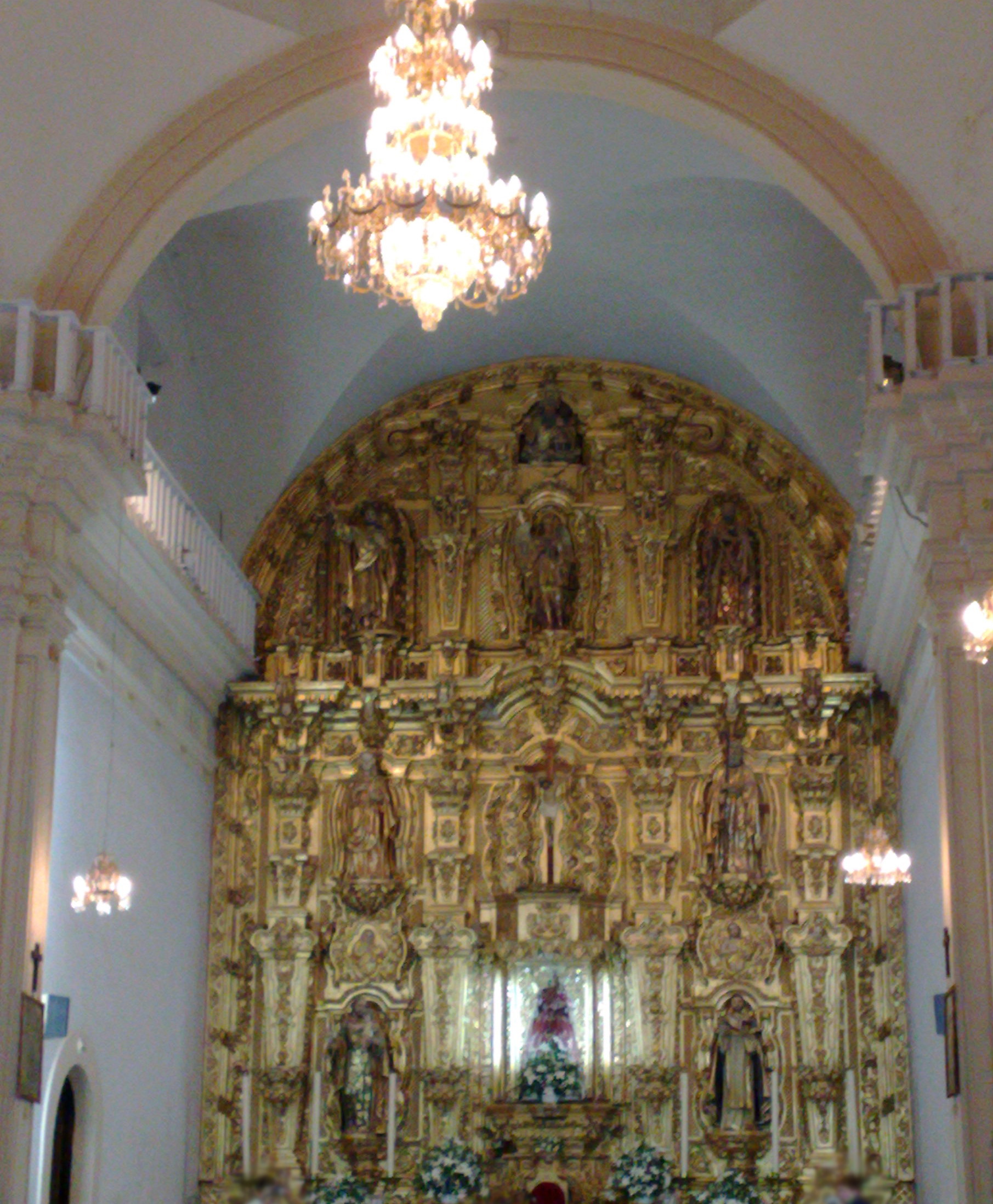
Retablo en la Iglesia de Nuestra Señora del Rosario

Además de la ciudad de El Rosario, cabecera municipal, en el municipio sobresalen:
- Chametla. El 11 de septiembre de 1828, siendo Sinaloa parte del Estado de Occidente, el congreso de este estado emitió un decreto por el cual se denominaba a Chametla como Villa de Diana y se denominaba Villa de la Unión a lo que antes era Presidio de Mazatlán. No obstante, solo este cambio de nombre prosperó y no el de Chametla.
- Pozole. Pueblo de gran actividad agrícola. Las huertas de mangos abundan, y sus productos se exportan a diversos países. Goza de un clima magnífico todo el año. La fuerza laboral de sus habitantes permite su desarrollo, constituyéndose así en un pueblo muy progresista.
- Apoderado. Pueblo con gran actividad agrícola. Las huertas de mangos abundan, y sus productos se exportan a diversos países.
- Agua Verde. Poblado con actividad de pesca.
- Cruz Pedregoza. Pueblo agrícola y pesca.
- Monte Alto. Poblado famoso por sus mariscos.[cita requerida]
- Nieblas. Poblado con importante actividad de pesca.
- Chupaderos. Abunda la agricultura de mangos a sus alrededores
- Los Ojitos. Poblado con actividades de agricultura y ganadería.

## Atractivos turísticos

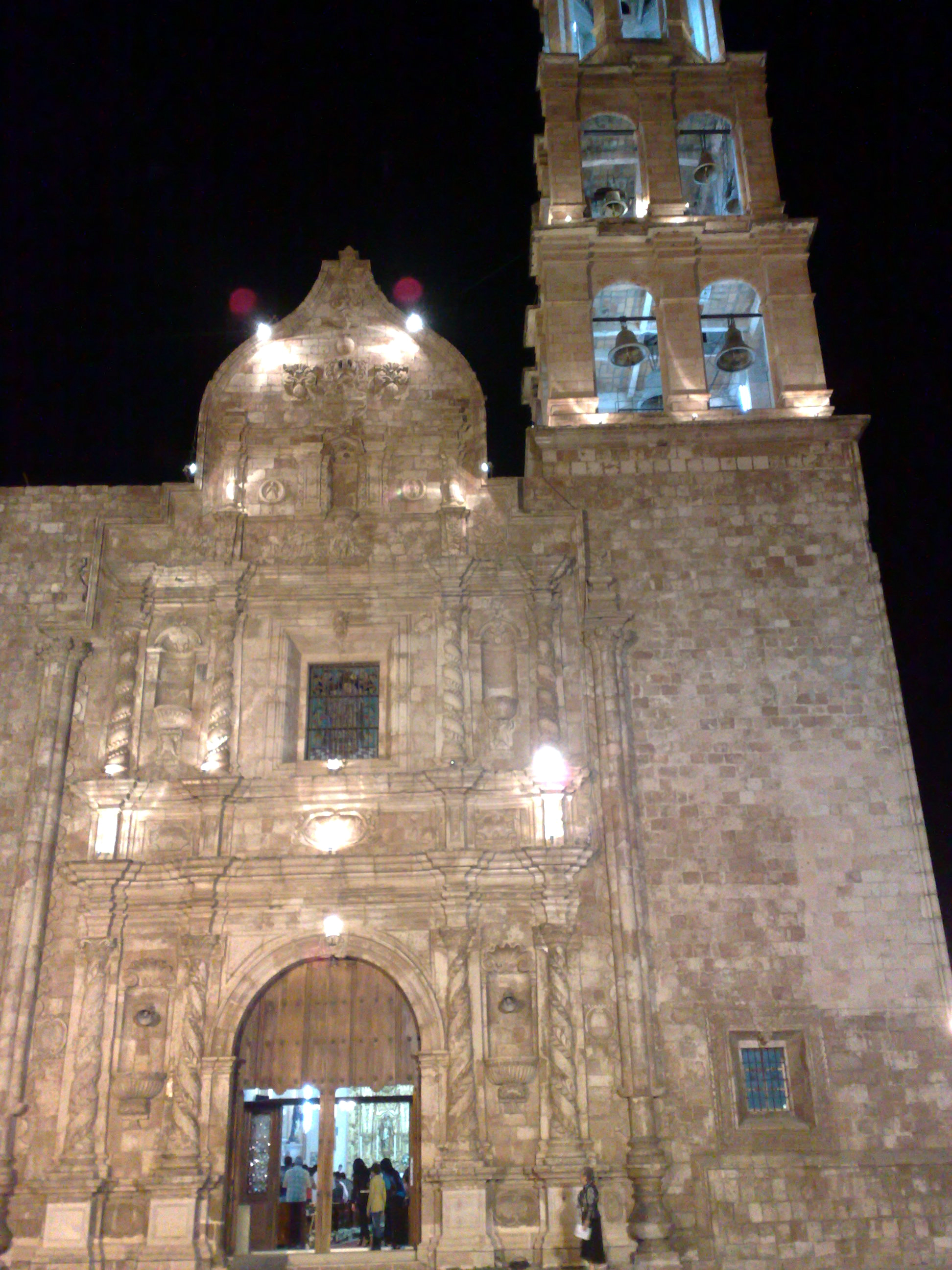
Santuario de Nuestra Señora del Rosario

- El Santuario de Nuestra Señora del Rosario
- Las playas de El Caimanero
- La laguna del Iguanero
- El centro histórico
- Las minas del Tajo
- El malecón del Río Baluarte

## Rosarenses distinguidos
- Manolita Arreola. Cantante de boleros de la Época de Oro y rancheras, nació el 22 de febrero de 1919 en El Rosario, Sinaloa.
- Brisa Margarita Silva Rodríguez (la China). Nacida el 7 de marzo de 1984 en la localidad de CHAMETLA, es la primera mexicana contratada por la Women's National Basketball Association (WNBA).
- Lola Beltrán, Lola la Grande. Cantante.
- Enrique Padilla Aragón. Economista distinguido. Entre sus principales obras se encuentra "México: desarrollo con pobreza".
- Teófilo Noris. Es considerado uno de los Niños Héroes, y el 13 de septiembre de 1847 participó en la defensa del Castillo de Chapultepec.
- Gilberto Owen. Poeta y diplomático. Nació en El Rosario, Sinaloa. Hasta hace poco se tenía duda sobre el año de su nacimiento, 1904 o 1905, sin embargo, recientemente se comprobó que fue en 1904. Murió en Filadelfia, Estados Unidos, el 9 de marzo de 1952.
- Horacio Llamas. Fue el primer baloncestista mexicano en llegar a la NBA, siendo su  equipo los Soles de Phoenix, Arizona.
- Cap. Francisco Armando García Fregoso. Nació 21 de octubre de 1983. Piloto aviador comercial. Fue el primer comandante de un Airbus 320 a sus 24 años de edad, uno de los pilotos más jóvenes en el mundo, en tener tal grado. Fue asignado para transportar al actual presidente de la República Mexicana Lic. Andrés Manuel López Obrador.
  - Condecoraciones que ha recibido por parte del Colegio De Pilotos Aviadores de México, A.C.  PRESEAS QUE OTORGA EL COLEGIO  5,000 Horas de Vuelo.  Medalla "Cap. P.A. Augusto Marquet García  7,500 Horas de Vuelo.  Gafete de reconocimiento a la medalla y estrella dorada para el liston:  "Cap. P.A. Augusto Marquet García"  10,000 Horas de vuelo  UN MÉRITO más a la juventud oriunda de este rincón de patria, lo obtiene el joven piloto aviador, Francisco Armando García Fregoso, por parte del Colegio de Pilotos Aviadores de México, A.C. en el marco del LXXI aniversario de su fundación.  El reconocimiento y presea obtenida por parte de este miembro colegiado, se deriva del mérito y desarrollo profesional al haber acumulado diez mil horas de vuelo, que tuvo a bien otorgarle el Colegio de Aviadores de México, 4ta. Clase.  Continúan los logros........

### Límites municipales
Tiene límites administrativos con los siguientes municipios y/o accidentes geográficos, según su ubicación:
| Noroeste: Mazatlán        | Norte: Concordia | Nordeste: Pueblo Nuevo (Durango)                  |
| Oeste: Océano Pacífico    |                  | Este: Pueblo Nuevo (Durango), Huajicori (Nayarit) |
| Suroeste: Océano Pacífico | Sur: Escuinapa   | Sureste: Huajicori (Nayarit)                      |